# 卢道舒
卢道舒（？—？），字幼安，范阳郡涿县（今河北省涿州市）人，出自范阳卢氏北祖大房，北魏秘书监、固安懿伯卢渊第八子，北魏官员。

## 生平
卢道舒的大哥卢道将本应承袭父亲卢渊的爵位固安伯，却将爵位让给卢道舒。有关部门将事情上报给魏宣武帝元恪，魏宣武帝下诏说：“嫡长子承受宗庙与丧祭的重任，这是礼仪的常规，怎么可以擅自将爵位授予他人。”卢道将援引清河国常侍韩子熙将鲁阳男爵位让给弟弟韩仲穆的例子，尚书李平重新向皇帝申请，魏宣武帝下诏答应了卢道将。卢道舒因此承袭了固安伯，从尚书左主客郎中升任冠军将军、中书侍郎，后去世。

## 家族

### 父母
- 卢渊，北魏秘书监、固安懿伯
- 赵郡李氏，散骑常侍、尚书、使持节、平西将军、泰州刺史、宣城公李孝伯之女[5]

### 兄弟姐妹
- 卢道将，北魏司徒司马
- 卢道亮
- 卢道裕，北魏左将军、泾州刺史
- 卢道虔，东魏卫大将军、幽州刺史、临淄恭文公
- 卢道侃，北魏幽州主簿
- 卢道和，北魏冀州中军府中兵参军
- 卢道约，东魏卫大将军、兖州刺史
- 卢氏，嫁北魏使持节、平东将军、东道大行台、青州刺史、濮阳孝懿公李延寔
- 卢氏，嫁北魏龙骧将军、通直散骑侍郎李瑾
- 卢氏，嫁北魏定州治中李子云

### 儿子
- 卢熙裕，承袭为固安伯